# Jake Shimabukuro

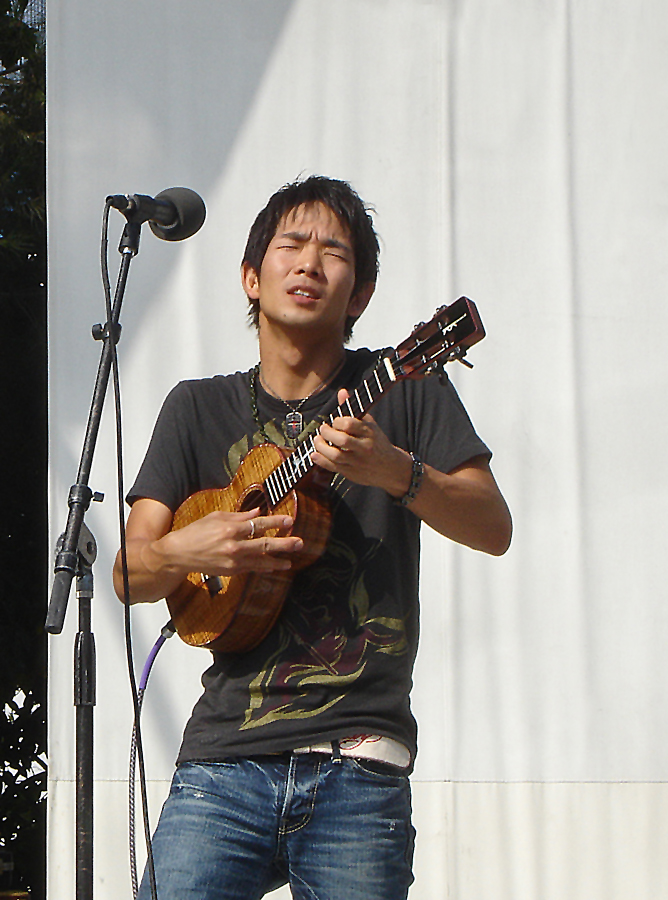
Jake Shimabukuro (2007)

Jake Shimabukuro (Honolulu, 3 november 1976) is een Amerikaanse ukelele-speler, die bekendstaat om zijn virtuoze techniek. In zijn werk combineert hij jazz, rock, funk, bluegrass en traditionele muziek van Hawaï.

## Achtergrond
Jake Shimabukuro werd geboren in een van oorsprong uit Japan afkomstige, muzikale familie. Op zijn vierde kreeg hij een ukelele van zijn moeder, die hem de grondbeginselen van het bespelen daarvan bijbracht. Hij speelde trommel in de drumband van zijn High School. Aanvankelijk was de ukelele voor Shimabukuro vooral een hobby, al trad hij soms op in kleine coffee shops in zijn geboortewijk Waikiki en op bruiloften en andere feesten.

## Muzikale carrière
Na in 1998 zijn middelbareschooldiploma te hebben behaald, richtte Shimabukuro samen met percussionist Lopaka Colon en gitarist Jon Yamasato het trio Pure Heart op. Het debuutalbum van deze groep, Pure Heart, werd nog datzelfde jaar onderscheiden met vier Na Hoku Hanohano Awards, de Hawaïaanse pendant van de Grammy Awards, in de categorieën Island Contemporary Album of the Year, Most Promising Artists, Album of the Year en Favorite Entertainment of the Year. Voor hun tweede album, Pure Heart 2 (1999), kreeg het trio in de categorie Island Contemporary Album eveneens een Hoku Award toegekend.
In november 1998 verliet Yamasoto Purple Heart. Met gitarist Guy Cruz gingen Shimabukuro en Colon verder als trio onder de naam Colon, genoemd naar Augie Colon, een bekende percussionist en de vader Lopaka Colon. In 2001 won Colon met het album The Groove Machine (2000) de Hoku Award voor Favorite Entertainer of the Year.
Begin 2002 besloot Shimabukuro tot een solocarrière. Aanvankelijk experimenteerde hij met allerlei effectpedalen, waarmee hij een geluid ontwikkelde dat tot dan toe door velen niet bepaald met een ukelele was geassocieerd. Dit leverde hem de bijnaam "de Jimi Hendrix van de ukelele" op. In april 2002 tekende Shimabukuro een contract met Sony Music Japan International, dat later dat jaar van hem de mini-albums Sunday Morning en Skyline uitbracht. Een compilatie van deze twee opnames verscheen als zijn officiële solo-debuutalbum onder de titel Sunday Morning op de Hawaïaanse markt. Het leverde Shimabukuro in 2003 weer twee Hoku Awards op, voor Favorite Entertainer of the Year en Best Instrumental Album. Latere albums van hem waren Crosscurrent (2003), Walking Down Rainhill (2004), Dragon (2005) en Gently Weeps (2006). Op deze laatste plaat werd Shimabukuro's inmiddels beroemde cover van het in 1968 door George Harrison geschreven Beatles-nummer While My Guitar Gently Weeps opgenomen. Shimabukuro's meest recente album draagt de titel Travels (2016).
Shimabukuro speelde samen met qua stijl uiteenlopende musici als Stephen Bishop, Jimmy Buffett, Stanley Clarke, Tommy Emmanuel, Béla Fleck, John Hiatt, Steve Lukather en Les Paul. Zijn tournees voerden hem onder meer naar Australië, Canada, Guam, Japan, Saipan en het vasteland van de Verenigde Staten.
Als officiële Goodwill Ambassador van Hawaï promoot Shimabukuro tevens het toerisme in deze Amerikaanse deelstaat.

## Spel en techniek
Naar eigen zeggen werd Shimabukuro als muzikant onder andere beïnvloed door Jeff Beck, Eddie van Halen, Yngwie Malmsteen en Carlos Santana. Ook speelde het werk van George Harrison (die eveneens ukelele speelde en er op reis meestal een bij zich had) en de flamenco-gitarist Carlos Montoya daarbij een rol. Aan zijn spel lag verder luisteren naar de wijze waarop andere instrumenten worden bespeeld ten grondslag. Zelf noemde Shimabukuro in dat verband bij gelegenheid trommels, viool, gitaar en piano, waarvan hij de klanken en speeltechnieken op zijn ukelele trachtte te imiteren. Daarnaast luisterde hij veel naar hoornmuziek, wat hem inzicht gaf in frasering en hem het belang van een correcte ademhalingstechniek voor een muzikant deed begrijpen.
Bij het bespelen van de ukelele benutte Shimabukuro aanvankelijk een plectrum. Hij stopte daar echter mee, nadat hij erachter was gekomen dat hij gevarieerdere klanken uit zijn instrument kon halen wanneer hij daarvan niet gebruik maakte. In plaats daarvan legde hij zich toe op een aanslagtechniek waarbij naast zijn duim ook de vlezige en smalle delen van de vingers van zijn rechterhand een rol speelden. De snelheid van die aanslagtechniek vergrootte hij door zijn ukelele, net als bij een trommel gebruikelijk is, vanuit de pols te bespelen en niet met behulp van de gehele onderarm. Dit kwam naar zijn mening tijdens zijn spel ook de positionering van de rechtervingers op de snaren ten goede.
Over zijn instelling met betrekking tot ukelele spelen verklaarde Shimabukuro tijdens een interview in 2006: "Ik geloof dat als je een passie hebt, dan moet je die volgen, omdat dit het enige is wat je gelukkig kan maken. Geld is prettig, maar op lange termijn schenkt het geen bevrediging".

## Discografie
Met Pure Heart:
- 1998: Pure Heart
- 1999: Pure Heart 2
- 1999: Pure Heart 2.5 Christmas

Met Colon:
- 2000: The Groove Machine

Solo:
- 2002: Sunday Morning
- 2003: Crosscurrent
- 2004: Walking Down Rainhill
- 2005: Dragon
- 2006: Gently Weeps
- 2007: My Life
- 2009: Live

DVD's:
- 2004: Play Loud Ukulele (instructie-dvd)
- 2005: Million Miles Away (Jake Shimabukuro) (documentaire)